# Pagolle
Pagolle en francés y oficialmente, en euskera Pagola o Phagola, es una localidad y comuna francesa, situada en el departamento de Pirineos Atlánticos, en la región de Aquitania. Situada en el límite entre los territorios históricos vascofranceses de Baja Navarra y de Sola, se considera perteneciente a ambos.
Administrativamente, también depende del Distrito de Bayona y del cantón de País de Bidache, Amikuze y Ostibarre.
Su origen hace referencia al haya (árbol o madera de haya), puesto que "pago(a)" o "phagoa" significa "haya" en euskera, siendo este idioma el originario de este topónimo.

## Geografía
- Arhansus, Uhart-Mixe y Lohitzun-Oyhercq al norte
- Ordiarp al este
- Juxue al oeste
- Saint-Just-Ibarre al suroeste
- Musculdy al sur

## Demografía
| Gráfica de evolución demográfica de Pagolle entre 1800 y 2012 |
|                                                               |

Fuentes: Ldh/EHESS/Cassini e INSEE.